# Gramática del ruso
La gramática rusa comprende:

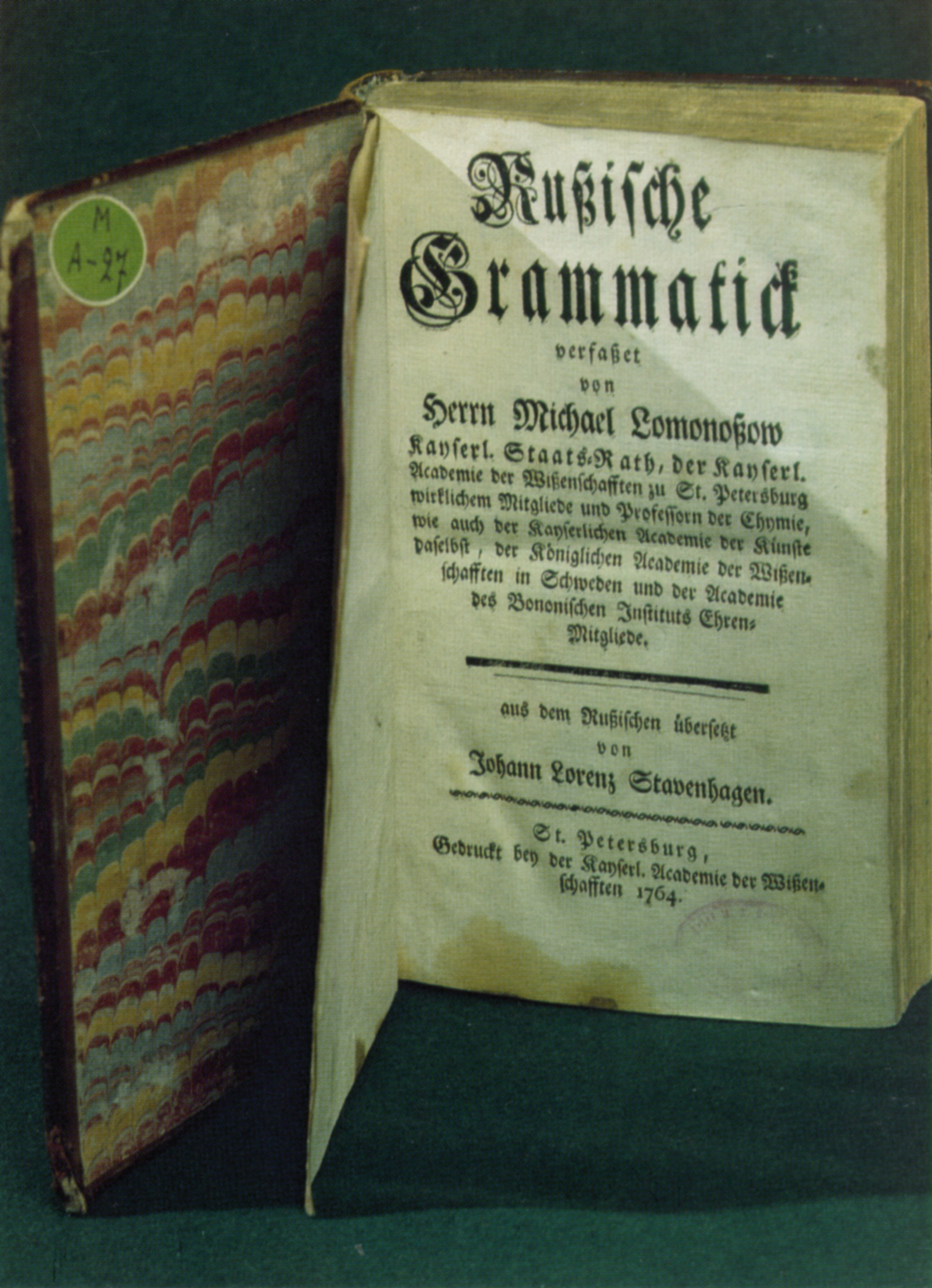
M. Lomonosov. Libro de gramática rusa en alemán. St. Petersburg, 1764

- Una morfología altamente sintética
- Una sintaxis para el lenguaje literario que es la fusión de tres elementos:
  - La herencia del eslavo eclesiástico
  - El estilo europeo occidental
  - Una base vernácula

La lengua rusa ha conservado la estructura sintética-inflexional del indoeuropeo, con grandes cambios. La lengua escrita ha influido en la hablada, pero esta mantiene formas características. Los dialectos muestran diferentes rasgos gramaticales que no son estándares, algunos de ellos arcaísmos de formas antiguas desechadas por la norma literaria.

## Morfología

### Nominal

#### Sustantivos
La declinación nominal está sujeta a seis casos (nominativo, genitivo, dativo, acusativo, instrumental y locativo o preposicional), en dos números (singular y plural), que obedecen siempre a un género gramatical: (masculino, femenino y neutro). Se conserva una forma vocativa para palabras y nombres de procedencia religiosa, como Бо́же /boʒə/ "Dios". Los adjetivos, pronombres y los dos primeros números cardinales varían de género. El ruso antiguo tenía un tercer número, el dual, pero se ha perdido excepto para su uso en los casos nominativo y acusativo para los números dos, tres y cuatro (два сту́ла /dva stula/, "dos sillas", recategorizado hoy como genitivo singular).
En el ruso hay tres tipos de declinación. La primera declinación se usa para los sustantivos masculinos y neutros. La segunda declinación se utiliza para la mayor parte de los sustantivos femeninos. La tercera declinación se utiliza con los sustantivos femeninos terminados en ь y los neutros terminados en мя.

Primera declinación
Pertenecen a esta declinación todos los sustantivos masculinos que terminan en cualquier consonante, -ь, -й e -ий (excepto los que terminan en -а, -я y путь) (Tabla 1) y todos los sustantivos neutros que terminan en -о, -е, -ие, -ье y -ьё (Tabla 2).
Los sustantivos que acaban en consonante se señalan con -ø-.
Tabla 1
|               | Singular              | Singular              | Singular              | Singular              |  | Plural                | Plural                | Plural                | Plural                |
| Nominativo    | -ø-                   | -ь                    | -й                    | -ий                   |  | -ы1                   | -и                    | -и                    | -ии                   |
| Genitivo      | -а                    | -я                    | -я                    | -ия                   |  | -ов2                  | -ей                   | -ев3                  | -иев                  |
| Dativo        | -у                    | -ю                    | -ю                    | -ию                   |  | -ам                   | -ям                   | -ям                   | -иям                  |
| Acusativo     | Nominativo o Genitivo | Nominativo o Genitivo | Nominativo o Genitivo | Nominativo o Genitivo |  | Nominativo o Genitivo | Nominativo o Genitivo | Nominativo o Genitivo | Nominativo o Genitivo |
| Instrumental  | -ом                   | -ем3                  | -ем3                  | -ием                  |  | -ами                  | -ями                  | -ями                  | -иями                 |
| Preposicional | -е                    | -е                    | -е                    | -ии                   |  | -ах                   | -ях                   | -ях                   | -иях                  |

Notas:
- El caso acusativo para sustantivos animados es idéntico al genitivo; para los sustantivos inanimados, es idéntico al nominativo.
- (1) Tras una consonante sibilante (ж, ч, ш, or щ) o velar (<г, к, o х>) , se escribe <и>.
- (2) Tras una sibilante, se escribe <ей>.
- (3) Tras una consonante blanda, se escribe <ё> si es tónica; <е> si es átona.

Tabla 2
|               | Singular | Singular |  | Plural      | Plural      |
| Nominativo    | -о1      | -е2      |  | -а          | -я          |
| Genitivo      | -а       | -я       |  | -ø-         | -й / -ь4    |
| Dativo        | -у       | -ю       |  | -ам         | -ям         |
| Acusativo     | -о1      | -е2      |  | Nom. o Gen. | Nom. o Gen. |
| Instrumental  | -ом1     | -ем2     |  | -ами        | -ями        |
| Preposicional | -е       | -е3      |  | -ах         | -ях         |

Notas:
- (1) Tras una sibilante, se escribe <о> si es tónica; <е> si es átona.
- (2) Tras una consonante blanda, se escribe <ё> si es tónica; <е> si es átona.
- (3) Para sustantivos cuyo nominativo singular termina en <ие>, se escribe <и>.
- (4) Después de una consonante use ь, en otro caso, use й.

Segunda declinación
Pertenecen a esta declinación todos los sustantivos femeninos que terminan en -а, -я e -ия y los sustantivos masculinos en -а y -я.
|               | Singular | Singular | Singular |  | Plural      | Plural      | Plural      |
| Nominativo    | -а       | -я       | -ия      |  | -ы          | -и          | -ии         |
| Genitivo      | -ы       | -и       | -ии      |  | -ø-         | -ь          | -ий         |
| Dativo        | -е       | -е       | -ии      |  | -ам         | -ям         | -иям        |
| Acusativo     | -у       | -ю       | -ию      |  | Nom. o Gen. | Nom. o Gen. | Nom. o Gen. |
| Instrumental  | -ой      | -ей      | -ией     |  | -ами        | -ями        | -иями       |
| Preposicional | -е       | -е       | -ии      |  | -ах         | -ях         | -иях        |

- (1) Tras una consonante sibilante o velar (<г, к, o х>), se escribe <и>.
- (2) Tras una sibilante, se escribe <о> si es tónica; <е> si es átona.
- (3) Tras una consonante blanda, se escribe <ё> si es tónica; <е> si es átona.
- En el acusativo plural hay una diferencia entre sustantivos animados (=genitivo) e inanimados (=nominativo).

Tercera declinación
Pertenecen a esta declinación todos los sustantivos femeninos que terminan en -ь, sustantivos neutros en -мя y el sustantivo masculino путь.
|               | Singular | Singular |  | Plural      | Plural  |
|               | Femenino | Neutro   |  | Femenino    | Neutro  |
| Nominativo    | -ь       | -мя      |  | -и          | -мена   |
| Genitivo      | -и       | -мени    |  | -ей         | -мён    |
| Dativo        | -и       | -мени    |  | -ям         | -менам  |
| Acusativo     | -ь       | -мя      |  | Nom. o Gen. | -мена   |
| Instrumental  | -ью      | -менем   |  | -ями        | -менами |
| Preposicional | -и       | -мени    |  | -ях         | -менах  |

#### Artículos
En la lengua rusa no existen artículos, ni definidos ni indefinidos.  El sentido de un sustantivo se determina por el contexto en el que aparece.

#### Adjetivos
En ruso, los adjetivos concuerdan con los sustantivos en género, número y caso.
Declinación
|               | Singular     | Singular | Singular  |  | Plural      |
|               | Masculino    | Femenino | Neutro    |  | Plural      |
| Nominativo    | -ый, -ой/-ий | -ая/-яя  | -ое/-ее   |  | -ые/-ие     |
| Genitivo      | -ого/-его    | -ой/-ей  | -ого/-его |  | -ых/-их     |
| Dativo        | -ому/-ему    | -ой/-ей  | -ому/-ему |  | -ым/-им     |
| Acusativo     | Nom. o Gen.  | -ую/-юю  | Nom.      |  | Nom. o Gen. |
| Instrumental  | -ым/-им      | -ой/-ей  | -ым/-им   |  | -ыми/-ими   |
| Preposicional | -ом/-ем      | -ой/-ей  | -ом/-ем   |  | -ых/-их     |

A la izquierda de la barra oblicua se encuentra la desinencia dura y a la derecha, la desinencia blanda.
En el caso acusativo (excepto en el femenino singular), se diferencia entre adjetivos animados (igual al genitivo) e inanimados (igual al nominativo).
- Tras una consonante sibilante o velar se escribe <и> en lugar de <ы>.
- Cuando los adjetivos masculinos terminan en <-ой> en el caso nominativo, el acento fonético cae en la desinencia.

#### Números cardinales y ordinales
| Cardinales                                        | Cardinales                     |
| ------------------------------------------------- | ------------------------------ |
| 0 ноль/нуль                                       | 80 во́семьдесят                 |
| 1 оди́н (m), одна́ (f), одно́ (n), раз (para contar) | 90 девяно́сто                   |
| 2 два (m), две (f)                                | 100 сто                        |
| 3 три                                             | 200 две́сти                     |
| 4 четы́ре                                          | 300 три́ста                     |
| 5 пять                                            | 400 четы́реста                  |
| 6 шесть                                           | 500 пятьсо́т                    |
| 7 семь                                            | 600 шестьсо́т                   |
| 8 во́семь                                          | 700 семьсо́т                    |
| 9 де́вять                                          | 800 восемьсо́т                  |
| 10 де́сять                                         | 900 девятьсо́т                  |
| 11 оди́ннадцать                                    | 1000 ты́сяча                    |
| 12 двена́дцать                                     | 2000 две ты́сячи                |
| 13 трина́дцать                                     | 3000 три ты́сячи                |
| 14 четы́рнадцать                                   | 4000 четы́ре ты́сячи             |
| 15 пятна́дцать                                     | 5000 пять ты́сяч                |
| 16 шестна́дцать                                    | 1.000.000 миллио́н              |
| 17 семна́дцать                                     | 2.000.000 два миллио́на         |
| 18 восемна́дцать                                   | 3.000.000 три миллио́на         |
| 19 девятна́дцать                                   | 4.000.000 четы́ре миллио́на      |
| 20 два́дцать                                       | 5.000.000 пять миллио́нов       |
| 30 три́дцать                                       | 1.000.000.000 миллиа́рд         |
| 40 со́рок                                          | 2.000.000.000 два миллиа́рда    |
| 50 пятьдеся́т                                      | 3.000.000.000 три миллиа́рда    |
| 60 шестьдеся́т                                     | 4.000.000.000 четы́ре миллиа́рда |
| 70 се́мьдесят                                      | 5.000.000.000 пять миллиа́рдов  |

34: тридцать четыре = 30 (тридцать) + 4 (четыре)
134: сто тридцать четыре = 100 (сто) + 30 (тридцать) + 4 (четыре)
28134: двадцать восемь тысяч сто тридцать четыре = 28 (двадцать восемь) + 1000 (тысяч) + 100 (сто) + 30 (тридцать) + 4 (четыре)
2/3: две третьих
| Ordinales                          | Ordinales                                         |
| ---------------------------------- | ------------------------------------------------- |
| 1.° пéрвый, -ая, -ое, -ые          | 100.° со́тый, -ая, -ое, -ые                        |
| 2.° второ́й, -ая, -ое, -ые          | 200.° двухсо́тый, -ая, -ое, -ые                    |
| 3.° трéтий, трéтья, трéтье, трéтьи | 300.° трёхсо́тый, -ая, -ое, -ые                    |
| 4.° четвёртый, -ая, -ое, -ые       | 400.° четырёхсо́тый, -ая, -ое, -ые                 |
| 5.° пя́тый, -ая, -ое, -ые           | 500.° пятисо́тый, -ая, -ое, -ые                    |
| 6.° шесто́й, -ая, -ое, -ые          | 600.° шестисо́тый, -ая, -ое, -ые                   |
| 7.° седьмо́й, -ая, -ое, -ые         | 700.° семисо́тый, -ая, -ое, -ые                    |
| 8.° восьмо́й, -ая, -ое, -ые         | 800.° восьмисо́тый, -ая, -ое, -ые                  |
| 9.° девя́тый, -ая, -ое, -ые         | 900.° девятисо́тый, -ая, -ое, -ые                  |
| 10.° деся́тый, -ая, -ое, -ые        | 1000.° ты́сячный, -ая, -ое, -ые                    |
| 11.° оди́ннадцатый, -ая, -ое, -ые   | 1001.° ты́сяча пéрвый, -ая, -ое, -ые               |
| 12.° двена́дцатый, -ая, -ое, -ые    | 1002.° ты́сяча второ́й, -ая, -ое, -ые               |
| 13.° трина́дцатый, -ая, -ое, -ые    | 2000.° двухты́сячный, -ая, -ое, -ые                |
| 14.° четы́рнадцатый, -ая, -ое, -ые  | 3000.° трёхты́сячный, -ая, -ое, -ые                |
| 15.° пятна́дцатый, -ая, -ое, -ые    | 4000.° четырёхты́сячный, -ая, -ое, -ые             |
| 16.° шестна́дцатый, -ая, -ое, -ые   | 5000.° пятиты́сячный, -ая, -ое, -ые                |
| 17.° семна́дцатый, -ая, -ое, -ые    | 1.000.000.° миллио́нный, -ая, -ое, -ые             |
| 18.° восемна́дцатый, -ая, -ое, -ые  | 2.000.000.° двухмиллио́нный, -ая, -ое, -ые         |
| 19.° девятна́дцатый, -ая, -ое, -ые  | 3.000.000.° трёхмиллио́нный, -ая, -ое, -ые         |
| 20.° двадца́тый, -ая, -ое, -ые      | 4.000.000.° четырёхмиллио́нный, -ая, -ое, -ые      |
| 30.° тридца́тый, -ая, -ое, -ые      | 5.000.000.° пятимиллио́нный, -ая, -ое, -ые         |
| 40.° сороково́й, -ая, -ое, -ые      | 1.000.000.000.° миллиа́рдный, -ая, -ое, -ые        |
| 50.° пятидеся́тый, -ая, -ое, -ые    | 2.000.000.000.° двухмиллиа́рдный, -ая, -ое, -ые    |
| 60.° шестидеся́тый, -ая, -ое, -ые   | 3.000.000.000.° трёхмиллиа́рдный, -ая, -ое, -ые    |
| 70.° семидеся́тый, -ая, -ое, -ые    | 4.000.000.000.° четырёхмиллиа́рдный, -ая, -ое, -ые |
| 80.° восьмидеся́тый, -ая, -ое, -ые  | 5.000.000.000.° пятимиллиа́рдный, -ая, -ое, -ые    |
| 90.° девяно́стый, -ая, -ое, -ые     | 1.000.000.000.000.° биллио́нный, -ая, -ое, -ые     |

#### Verbos
La conjugación verbal se estructura con tres personas en dos números y tres tiempos simples (presente, futuro y pasado) con formas perifrásticas para el futuro y el subjuntivo, así como formas imperativas y participios presente y pasado distinguidos por el uso adjetivo o adverbial. Existen dos voces: la activa y la pasiva, que se construye mediante la adición de un sufijo reflexivo -ся/сь /-sya/s'/ a la forma activa (verbos imperfectivos) o para utilizar forma correspondiente de быть /byt'/ 'ser' con  participio pasivo (verbos perfectivos), en ambas cosas el complemento agente es en caso instrumental sin preposición.
Los verbos pueden ser transitivos, requiriendo un objeto en el caso acusativo para completarlo (Она включила лампу ~ «Ella encendió la lámpara»), o intransitivos, no requiriéndolo (Он спал ~ «Él dormía»). Existen dos patrones de conjugación para los verbos regulares: la primera conjugación y la segunda conjugación.
La primera conjugación incluye: la mayoría de los verbos terminados en -ать, -ять y -еть, todos los verbos terminados en -авать, -евать y -овать y algunos terminados en -ить, -ыть y -уть. Ejemplo: играть (jugar)
я играю
ты играешь
он, она, оно играет
мы играем
вы играете
они играют
La segunda conjugación incluye: casi todos los verbos terminados en -ить, la mayoría de los verbos terminados en -еть y algunos terminados en -ать. Ejemplo: говорить (hablar)
я говорю
ты говоришь
он, она, оно говорит
мы говорим
вы говорите
они говорят
Un rasgo interesante es que el tiempo pasado se construye para concordar en género con el sujeto, ya que es el participio de un tiempo perfecto originalmente perifrástico formado con el presente de быть /byt'/, "ser", que en la actualidad se omite. De esta manera, el pasado de los verbos queda conformado de la siguiente manera:
|                        | быть (ser, estar) | играть (jugar) | работать (trabajar) |
| ---------------------- | ----------------- | -------------- | ------------------- |
| я, ты, он (masculinos) | был               | играл          | работал             |
| я, ты, она (femeninos) | была              | играла         | работала            |
| оно (neutro)           | было              | играло         | работало            |
| мы, вы, они            | были              | играли         | работали            |

Se considera que la inflexión verbal es notablemente más simple en la actualidad que en el ruso antiguo. Los antiguos tiempos aorístico, imperfecto y (perifrástico) pluscuamperfecto se han perdido, aunque el aorístico aparece esporádicamente en la literatura seglar incluso en la segunda mitad del siglo XVIII y sobrevive en una extraña forma de narración directa (а он пойди да скажи /a on poydí da skazhý/) recategorizada como un uso del imperativo. La pérdida de tres de los antiguos seis tiempos se ha atenuado con el desarrollo del aspecto verbal como en otras lenguas eslavas. La mayor parte de los verbos vienen en parejas, una de connotación imperfecta o continua y la otra de connotación perfectiva o completa, normalmente formada por un prefijo preposicional, aunque a veces por otra raíz.
El presente del verbo быть /byt'/, "ser", se utiliza hoy en día sólo en la tercera persona del singular, a menudo para todas las personas y números y muy formalmente en la tercera persona del plural. Hasta el siglo XIX, la conjugación completa que hoy sólo se usa para un efecto extremo era casi natural: se dan formas del mismo en la Biblia Sinodal, en Dostoyevski y en las bylinas (былины /bylíny/) o relatos épicos populares de tradición oral que fueron transcritos en aquella época. El paradigma es el mejor ejemplo de la afinidad indoeuropea del ruso:
Una característica peculiar del ruso es la existencia de un sistema de parejas de verbos que son traducidos en lenguas no eslavas como un único verbo. La mayoría de las parejas se compone de un verbo perfectivo y uno imperfectivo, así:
|          | imperfectivo        | perfectivo          |
| escribir | писáть / pisát'     | написáть / napisát' |
| comprar  | покупáть / pakupát' | купить / kupít'     |
| comer    | съедáть / s'edat'   | съесть / s'est'     |
| correr   | убегáть /ubegat'    | убежать / ubizhat'  |

Los verbos imperfectivos expresan la acción indicada por el verbo en las ocasiones en las que se ha producido una repetición o un alargamiento de la acción (como una acción que estaba desarrollándose en el momento en el que otra se produce puntualmente). Por su parte, los verbos perfectivos se usan cuando una acción ha ocurrido una sola vez, o de manera puntual o cuando existe una determinación expresa en el enunciado. Algunos autores señalan la posibilidad de que los verbos perfectivos se usen cuando el objeto directo es determinado y el verbo imperfectivo en caso contrario:
Я покупáл(a) книги./Ya pakupál(a) knígui/, "Yo (mujer) compraba libros". (matiz de rutina o costumbre)
Я купил книгу./Ya kupíl knígu/, "Yo compré / he comprado el libro." (se hace la acción solamente una vez o rara vez)
Los verbos imperfectos tienen un presente, un pasado, un futuro compuesto y un condicional, mientras que los verbos perfectivos se pueden conjugar en el pasado, el futuro simple y un condicional. Comparando los futuros:
"Я бyдy покупáть книги/Ya búdu pakupát' knígui": Yo voy a comprar los libros
"Kуплю книги"/Kupliú knígui": compraré los libros
Los pronombres se pueden omitir en el presente y en el futuro debido a que los mismos verbos determinan quien hace la acción. Al igual que el español, se recomienda usar el pronombre en las conjugaciones de tercera persona para resolver alguna ambigüedad. Es obligatorio poner el pronombre en el pasado y en el condicional, debido a que éstos se conjugan mediante el género y número del pronombre y no por el pronombre en sí (-л para los pronombres singulares masculinos, - лa para los femeninos, -лo para el pronombre neutral y -ли para los plurales).

#### Pronombres

##### Pronombres Personales
|               | Singular  | Singular    | Singular | Singular    | Singular | Plural | Plural | Plural |
| 1.ª           | 2.ª       | 3.ª         | 3.ª      | 3.ª         | 1.ª      | 2.ª    | 3.ª    |        |
| 1.ª           | 2.ª       | Masc.       | Fem.     | Neut.       | 1.ª      | 2.ª    | 3.ª    |        |
| ------------- | --------- | ----------- | -------- | ----------- | -------- | ------ | ------ | ------ |
| Nominativo    | я         | ты          | он       | она́         | оно́      | мы     | вы     | они́    |
| Genitivo      | меня́      | тебя́        | (н)его́   | (н)её       | (н)его́   | нас    | вас    | (н)их  |
| Dativo        | мне       | тебе́        | (н)ему́   | (н)ей       | (н)ему́   | нам    | вам    | (н)им  |
| Acusativo     | меня́      | тебя́        | (н)его́   | (н)её       | (н)его́   | нас    | вас    | (н)их  |
| Instrumental  | мной/мно́ю | тобой/тобо́ю | (н)им    | (н)ей/(н)е́ю | (н)им    | на́ми   | ва́ми   | (н)и́ми |
| Preposicional | обо мне   | о тебе́      | о нём    | о ней       | о нём    | о нас  | о вас  | о них  |

Nota: En los casos oblicuos (todos excepto el nominativo), los pronombres personales de tercera persona (он, оно́, она́ y они́) adquieren la letra н inicial cuando les preceden preposiciones. Excepción: Después de las preposiciones благодаря́, в отношéнии, вне, вопреки́, вслéдствие, навстрéчу, напереко́р, подо́бно y согла́сно, los pronombres personales de tercera persona NO adquieren la letra н inicial. Después de la preposición внутри́, los pronombres personales pueden llevar o no la letra н inicial. Ejemplo: внутри́ их/них.
Pronombres Demostrativos
- э́тот (este) y тот (ese, aquel)

|               | masculino   | neutro  | femenino  | plural      |  | masculino   | neutro | femenino | plural      |
| ------------- | ----------- | ------- | --------- | ----------- |  | ----------- | ------ | -------- | ----------- |
| Nominativo    | э́тот        | э́то     | э́та       | э́ти         |  | тот         | то     | та       | те          |
| Genitivo      | э́того       | э́того   | э́той      | э́тих        |  | того́        | того́   | той      | тех         |
| Dativo        | э́тому       | э́тому   | э́той      | э́тим        |  | тому́        | тому́   | той      | тем         |
| Acusativo     | Nom. o Gen. | э́то     | э́ту       | Nom. o Gen. |  | Nom. o Gen. | то     | ту       | Nom. o Gen. |
| Instrumental  | э́тим        | э́тим    | э́той/э́тою | э́тими       |  | тем         | тем    | той/то́ю  | те́ми        |
| Preposicional | об э́том     | об э́том | об э́той   | об э́тих     |  | о том       | о том  | о той    | о тех       |

##### Pronombres Posesivos
- мой (mío) y твой (tuyo)

|               | masculino   | neutro | femenino  | plural      |  | masculino   | neutro  | femenino    | plural      |
| ------------- | ----------- | ------ | --------- | ----------- |  | ----------- | ------- | ----------- | ----------- |
| Nominativo    | мой         | моё    | моя́       | мои́         |  | твой        | твоё    | твоя́        | твои́        |
| Genitivo      | моего́       | моего́  | мое́й      | мои́х        |  | твоего́      | твоего́  | твое́й       | твои́х       |
| Dativo        | моему́       | моему́  | мое́й      | мои́м        |  | твоему́      | твоему́  | твое́й       | твои́м       |
| Acusativo     | Nom. o Gen. | моё    | мою́       | Nom. o Gen. |  | Nom. o Gen. | твоё    | твою́        | Nom. o Gen. |
| Instrumental  | мои́м        | мои́м   | мое́й/мое́ю | мои́ми       |  | твои́м       | твои́м   | твое́й/твое́ю | твои́ми      |
| Preposicional | о моём      | о моём | о мое́й    | о мои́х      |  | о твоём     | о твоём | о твое́й     | о твои́х     |

- наш (nuestro) y ваш (suyo, vuestro)

|               | masculino   | neutro  | femenino | plural      |  | masculino   | neutro  | femenino | plural      |
| ------------- | ----------- | ------- | -------- | ----------- |  | ----------- | ------- | -------- | ----------- |
| Nominativo    | наш         | на́ше    | на́ша     | на́ши        |  | ваш         | ва́ше    | ва́ша     | ва́ши        |
| Genitivo      | на́шего      | на́шего  | на́шей    | на́ших       |  | ва́шего      | ва́шего  | ва́шей    | ва́ших       |
| Dativo        | на́шему      | на́шему  | на́шей    | на́шим       |  | ва́шему      | ва́шему  | ва́шей    | ва́шим       |
| Acusativo     | Nom. o Gen. | на́ше    | на́шу     | Nom. o Gen. |  | Nom. o Gen. | ва́ше    | ва́шу     | Nom. o Gen. |
| Instrumental  | на́шим       | на́шим   | на́шей    | на́шими      |  | ва́шим       | ва́шим   | ва́шей    | ва́шими      |
| Preposicional | о на́шем     | о на́шем | о на́шей  | о на́ших     |  | о ва́шем     | о ва́шем | о ва́шей  | о ва́ших     |

- его́ (su, de él), её (su, de ella) y их (su, de ellos) son indeclinables. No se deben confundir estos pronombres posesivos de tercera persona con los pronombres personales de tercera persona. Cuando los pronombres его́, её e их se utilizan como posesivos, NO adquieren la letra н inicial cuando les preceden preposiciones.

##### Pronombres Interrogativos
- кто (quién) y что (qué)

|               | кто   | что   |
| ------------- | ----- | ----- |
| Nominativo    | кто   | что   |
| Genitivo      | кого́  | чего́  |
| Dativo        | кому́  | чему́  |
| Acusativo     | кого́  | что   |
| Instrumental  | кем   | чем   |
| Preposicional | о ком | о чём |

- какой (qué, cuál)

|               |               | masculino | neutro | femenino      | plural |
| ------------- | ------------- | --------- | ------ | ------------- | ------ |
| Nominativo    | Nominativo    | како́й     | како́е  | кака́я         | каки́е  |
| Genitivo      | Genitivo      | како́го    | како́го | како́й         | каки́х  |
| Dativo        | Dativo        | како́му    | како́му | како́й         | каки́м  |
| Acusativo     | animado       | како́го    | како́е  | каку́ю         | каки́х  |
| Acusativo     | inanimado     | како́й     | како́е  | каку́ю         | каки́е  |
| Instrumental  | Instrumental  | каки́м     | каки́м  | какой (какою) | каки́ми |
| Preposicional | Preposicional | како́м     | како́м  | како́й         | каки́х  |

- который (qué, cuál)

|               |               | masculino | neutro   | femenino          | plural   |
| ------------- | ------------- | --------- | -------- | ----------------- | -------- |
| Nominativo    | Nominativo    | кото́рый   | кото́рое  | кото́рая           | кото́рые  |
| Genitivo      | Genitivo      | кото́рого  | кото́рого | кото́рой           | кото́рых  |
| Dativo        | Dativo        | кото́рому  | кото́рому | кото́рой           | кото́рым  |
| Acusativo     | animado       | кото́рого  | кото́рое  | кото́рую           | кото́рых  |
| Acusativo     | inanimado     | кото́рый   | кото́рое  | кото́рую           | кото́рые  |
| Instrumental  | Instrumental  | кото́рым   | кото́рым  | кото́рой (кото́рою) | кото́рыми |
| Preposicional | Preposicional | кото́ром   | кото́ром  | кото́рой           | кото́рых  |

- чей (de quién)

|               | masculino   | neutro | femenino | plural      |
| ------------- | ----------- | ------ | -------- | ----------- |
| Nominativo    | чей         | чьё    | чья      | чьи         |
| Genitivo      | чьего́       | чьего́  | чьей     | чьих        |
| Dativo        | чьему́       | чьему́  | чьей     | чьим        |
| Acusativo     | Nom. o Gen. | чьё    | чью      | Nom. o Gen. |
| Instrumental  | чьим        | чьим   | чьей     | чьи́ми       |
| Preposicional | о чьём      | о чьём | о чьей   | о чьих      |

## Sintaxis
El orden básico de las palabras tanto en la conversación como en el lenguaje escrito es sujeto-verbo-objeto. Sin embargo, debido a que las relaciones están marcadas por la inflexión, existe un gran margen de maniobra para alterar este orden y se permite el uso de todas las permutaciones. La partícula a la que se quiere dar más énfasis suele ir primero y existe un énfasis algo menor en la última.

### Negación
El ruso permite la utilización de múltiples negativos como en español. Por ejemplo, en la frase никто никогда никому ничего не прощает /niktó nikagdá nikamú nichivó nie prascháyet/ "Jamás nadie perdona nada a ningún otro" (literalmente, "ninguno nunca a ninguno nada no perdona").

### Coordinación
Las conjunciones coordinativas son:
- и /i/ "y", complementaria;
- а /a/ "y", oposición, significa casi "pero";
- но /no/ "pero";
- и́бо /ibo/ "por".

La distinción entre и y а es importante. И implica una enunciación complementaria que no se opone a la anterior. А implica una enunciación subsiguiente que se opone a la anterior, pero de modo más débil que но "pero". Por ejemplo, "Я студе́нт, а она́ преподава́тельница" /Ya studiént, a aná priepadavátielnitsa/, "Soy estudiante, y/pero ella es maestra (haciendo hincapié en la diferencia entre los dos). "Я студе́нт, и /i/ она преподава́тельница," "Soy estudiante y ella es maestra," simplemente informa la ocupación de los dos.

### Subordinación
Conjunciones subordinadas, adverbios o frases adverbiales:
- éсли /yésli/ "si";
- потому́ что /patamú shtó/, та́к как /tak kak/ "porque"
- чтóбы /chtóby/ "para que"
- пóсле тогó, как /pósli tavó kak/ "después de"
- хотя́ /jatiá/ "aunque"

### Puntuación
En el idioma ruso, el uso de la coma, el punto y coma y los dos puntos es igual al que se les brinda en español. La raya, sin embargo, posee los siguientes usos:
- Como reemplazo del desaparecido verbo ser/estar conjugado en presente, separando el sujeto del predicado: Кремль – центр Москвы. (El Kremlin es el centro de Moscú.)
- Como reemplazo de una palabra que se da por entendida: Он любит её, а она – его. (Él la ama, y ella a él.)
- Para la reproducción de un discurso directo: «Как ты постарел!», – сказала она. («¡Cómo has envejecido!», dijo ella.)

Los signos de interrogación y exclamación poseen el mismo uso que en español pero, a diferencia del español, únicamente existen los signos de cierre. Las comillas utilizadas son: comillas angulares («…») como primarias y comillas alemanas („…“) como secundarias.